# Bloss (Einheit)
Bloss war ein altes Zürcher Volumenmass für Flüssigkeiten.
- Kanton Uri: 1 Bloss = 40 2/3 Pariser Kubikzoll = 0,8067 Liter